# Равнец (област Добрич)
 За другото българско село вижте Равнец (Област Бургас).  
Равнец е село в Североизточна България. То се намира в община Генерал-Тошево, област Добрич.

## Население
Преброяване на населението през 2011 г.
Численост и дял на етническите групи според преброяването на населението през 2011 г.:
|                     | Численост | Дял (в %) |
| Общо                | 244       | 100,00    |
| Българи             | 93        | 38,11     |
| Турци               | 29        | 11,88     |
| Цигани              | 113       | 46,31     |
| Други               | 0         | 0,00      |
| Не се самоопределят | 0         | 0,00      |
| Неотговорили        | 8         | 3,27      |